# KV62
KV62 és una de les tombes de la vall dels Reis, a la necròpolis tebana (Egipte). És coneguda sobretot per ser la tomba de Tutankamon, faraó de l'Imperi nou. Va ser descoberta el 1922 per Howard Carter, que no la va voler obrir fins a l'arribada del seu patrocinador i amic lord Carnarvon, que en aquella època era a Anglaterra. El descobriment de la tomba es va conèixer arreu com «el descobriment del segle» (xx).
A la vall dels Reis, la nomenclatura de cada tomba individual va precedida per les sigles KV (Kings' Valley, vall dels Reis en anglès), per distingir-les de la resta de tombes d'altres zones d'Egipte.

## La tomba a l'època de Tuthankamon

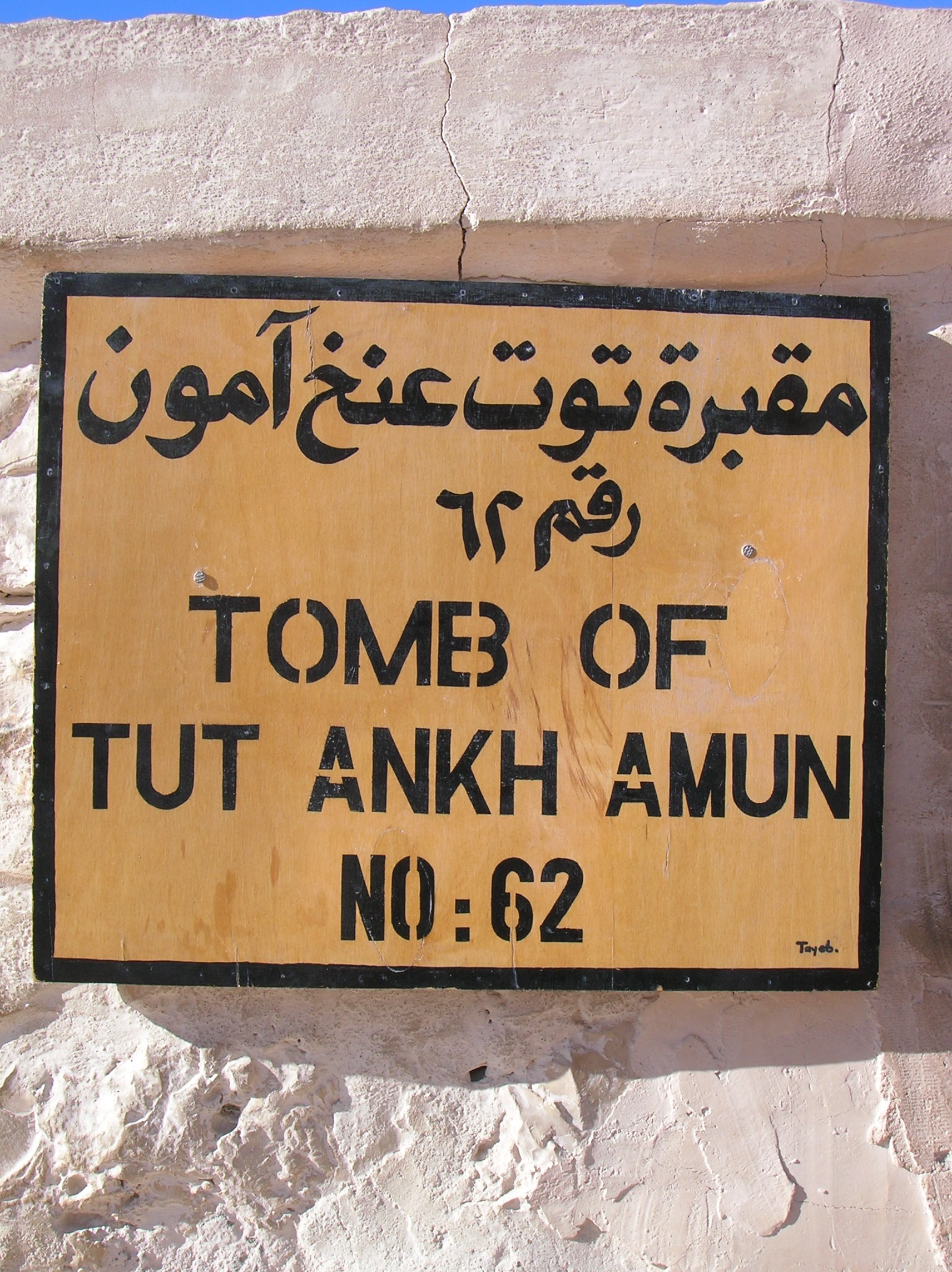
Placa de la tomba, amb la nomenclatura de la vall

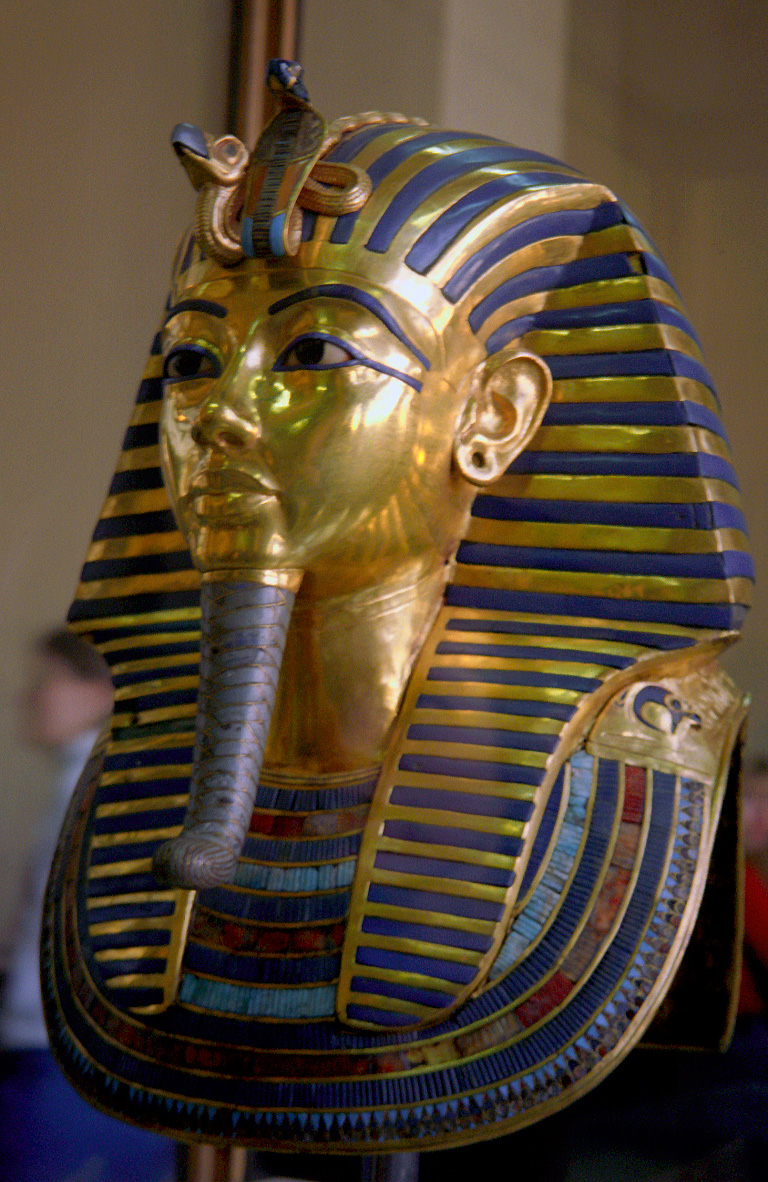
La màscara funerària

La tomba és minúscula si es té en compte que es tractava d'un faraó de la XVIII dinastia; això i la joventut del rei fan pensar que la tomba estava destinada a algú altre, potser a alguns dels seus consellers principals, Ay o Horemheb, que més tard esdevindrien també faraons.
El pare de Tutankamon, Akhenaton, que havia abandonat una religió politeista per establir un culte monoteista dedicat al déu Aton, havia traslladat la capital de l'imperi de Tebes a Tell al-Amarna; allà, tota la família reial i els alts dignataris de la cort havien començat a construir-se les seves tombes. Aquells fets es considerarien més tard una gran heretgia. Tot allò va quedar abandonat quan Tutankamon, que havia accedit al tron entre els 7 i els 9 anys, va decidir restablir el culte a Amon i als altres déus i tornar a Tebes, la capital tradicional de la seva dinastia.
Aleshores, va haver de tornar a començar la construcció d'una tomba que trigaria molts anys a ser acabada (potser la KV23 o la KV25). La seva mort prematura, als 19 anys, devia provocar un gran trasbals a la cort, el faraó moria sense hereus i sense una tomba digna. Algú, possiblement Ay, el sacerdot successor de Tutankamon, devia oferir la seva tomba a mig construir, que va ser modificada i amb prou feines decorada segurament durant els 70 dies que duraven els rituals de momificació; Ay, a canvi, es va apropiar la tomba KV23 quan va esdevenir faraó.

## Història moderna

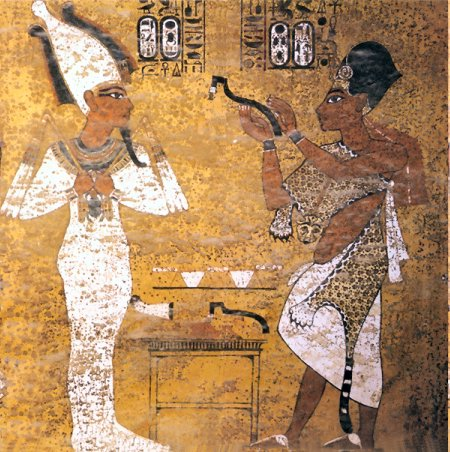
Tutankamon i Ay. Detall de la tomba

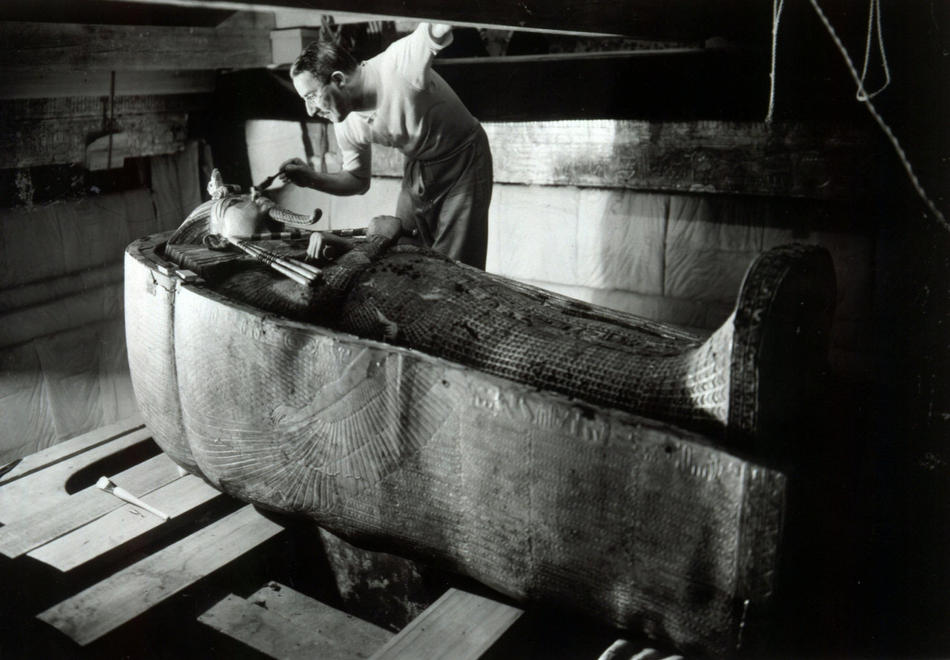
Howard Carter després d'haver desmuntat les capelles i abans de començar a treure els sarcòfags

### Howard Carter i el faraó perdut
Carter havia estat investigant durant molts anys sobre l'antic Egipte i la vall dels Reis en particular. Havia treballat per a Theodore M. Davis i havia conegut molts dels grans egiptòlegs de l'època. També havia tingut accés a bona part de la documentació i de les troballes dels anys que es va passar a Egipte. Segons ell mateix, tenia la intenció de catalogar la vall dels Reis en una espècie de registre de la necròpolis reial de Tebes. Carter també tenia una cosa que molts dels altres no tenien: una gran amistat amb la gent de la zona, convivia amb ells i treballava amb ells, i va aconseguir molta informació directa i indirecta dels lladres de tombes autòctons.
Gran part de la informació que Carter tenia sobre Tutankamon era gràcies a les troballes dels diversos equips patrocinats per Davis. Durant la temporada 1905-1906, Ayrton va trobar una petita copa de ceràmica blava esmaltada que duia inscrit el nom del faraó; la troballa estava soterrada i aïllada.
El 1907, poc abans de descobrir la tomba d'Horemheb, la KV57, l'equip de Theodore Davis va trobar una petita cambra, per sobre de la tomba de Seti I, avui anomenada KV54, que contenia diversos objectes funeraris amb el nom de Tutankamon. Davis va creure que es tractava de la tomba del faraó i el 1912 va afirmar que "em sembla que la vall dels Reis està exhaurida".
Carter creia fermament que Davis s'equivocava, però Davis s'havia retirat i a Carter li mancava un patrocinador, algú que cregués fermament en ell i en les seves conviccions que encara quedava com a mínim una tomba per descobrir a la vall, la del nen faraó. La sort va venir quan va conèixer Carnarvon.
La tomba havia quedat sepultada possiblement ja abans de la construcció de la KV9, la tomba de Ramsès VI, que en queda per sobre. Sembla que els treballadors de la vall van aprofitar el forat de l'entrada de la KV62 per a llençar-hi runa d'altres tombes; és possible que ho fessin inspirats per algun despreniment a la zona. Després, un grup d'artesans de l'època ramèssida va construir unes cabanes a sobre i la tomba va quedar sepultada fins al descobriment de Howard Carter.

### Descobriment

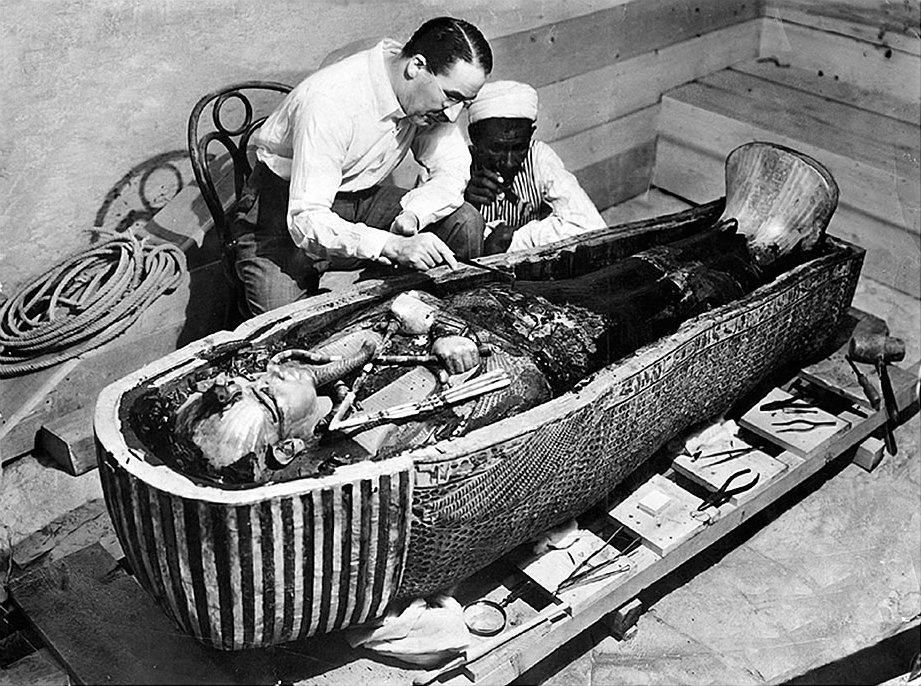
Carter examina els sarcòfags

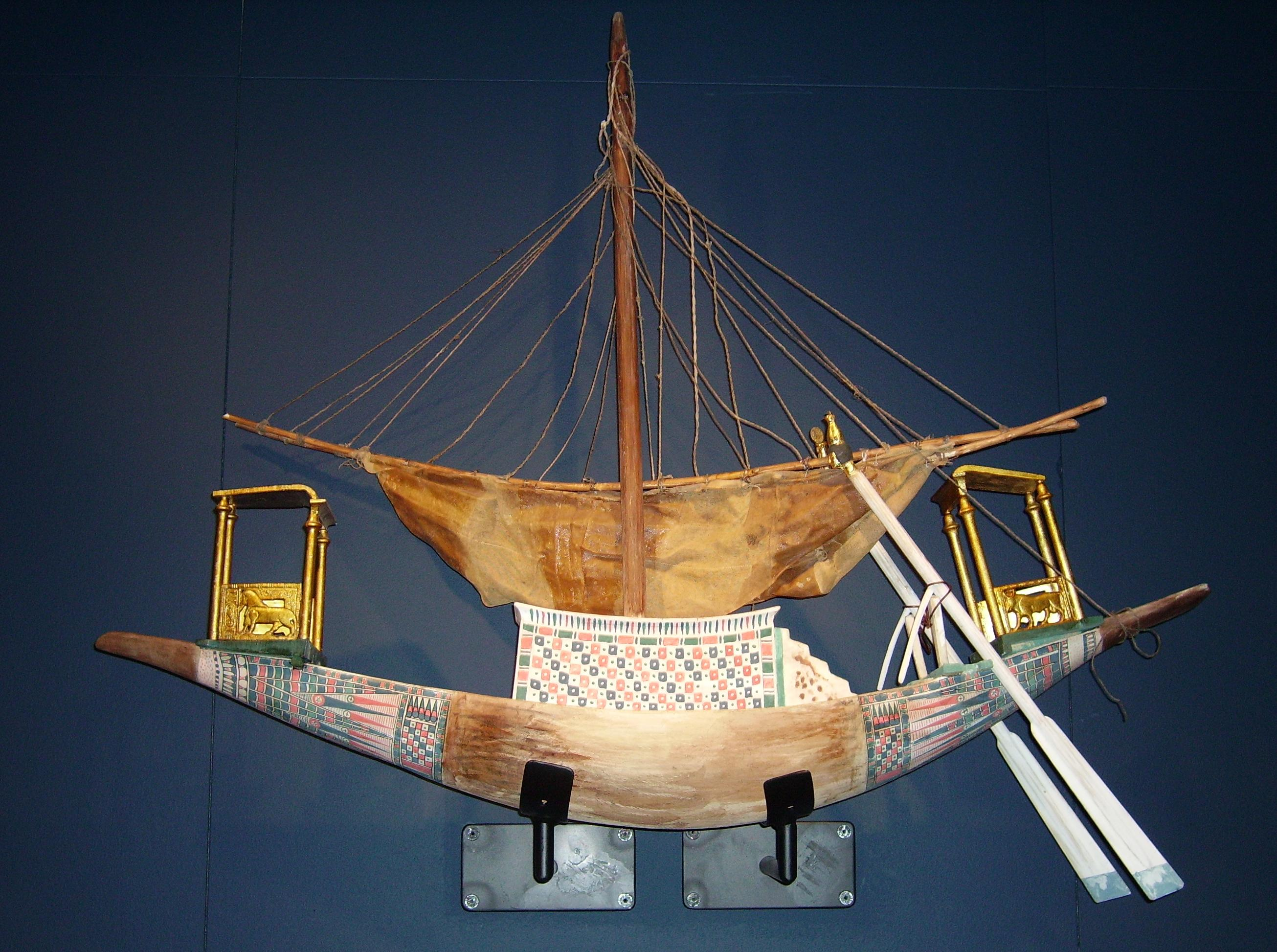
Barca solar

A Carter li quedava poc de temps, lord Carnarvon havia decidit de no renovar la concessió de la vall dels Reis, perquè duien molts anys excavant, no n'havia sortit quasi res i començava a pensar que en Theodore Davis havia tingut raó a abandonar-la. Li va donar a Carter una última oportunitat durant aquell any, el 1922.
El 4 de novembre, un dels nois que col·laboraven amb l'equip de Carter va descobrir per casualitat un primer esglaó que s'endinsava en la terra. Va córrer a avisar l'egiptòleg, que va fer que tothom es posés a excavar en aquell lloc. Van començar a desenterrar més i més esglaons. Ara ja tenien clar que es tractava d'una tomba i Carter estava convençut que era la del faraó nen que tant havia buscat. Van continuar desenterrant-la fins a arribar a la primera porta i van descobrir que tenia el segell intacte. Carter va enviar un telegrama a Carnarvon explicant-li el descobriment i demanant-li que tornés d'Anglaterra immediatament:
| «               | At last have made wonderful discovery in Valley a magnificent tomb with seals intact recovered same for your arrival congratulations. ("Per fi he fet un descobriment meravellós a la vall, una tomba magnífica amb els segells intactes, l'hem tornada a cobrir fins que vosté arribi. Felicitats.") | » |
| — Howard Carter | |   |

El 26 de novembre, junt amb Carnarvon, la filla d'aquest, gent de l'equip i uns quants convidats, van assistir a l'obertura de la tomba: Carter va fer un forat a la primera porta i hi va ficar una espelma, va mirar i, quan Carnarvon neguitós li demanà: "Veus alguna cosa?", Carter li respongué amb la seva frase cèlebre: "Sí, coses meravelloses". Estava observant els objectes de l'anomenada avantcambra.
Howard Carter ho recolliria al seu diari d'excavació i Harry Burton, fotògraf del Metropolitan Museum de Nova York, n'immortalitzaria el procés d'obertura i els treballs de trasllat del tresor en les seves famoses fotografies.
Actualment, tota aquesta documentació (tota la col·lecció de fotografies de Burton i tots els dibuixos, diaris, fotografies... del mateix Carter) i molta d'altra pertany al Griffith Institute del Museu Ashmolean de la Universitat d'Oxford (veg. Ashmolean Museum).

### La maledicció del faraó

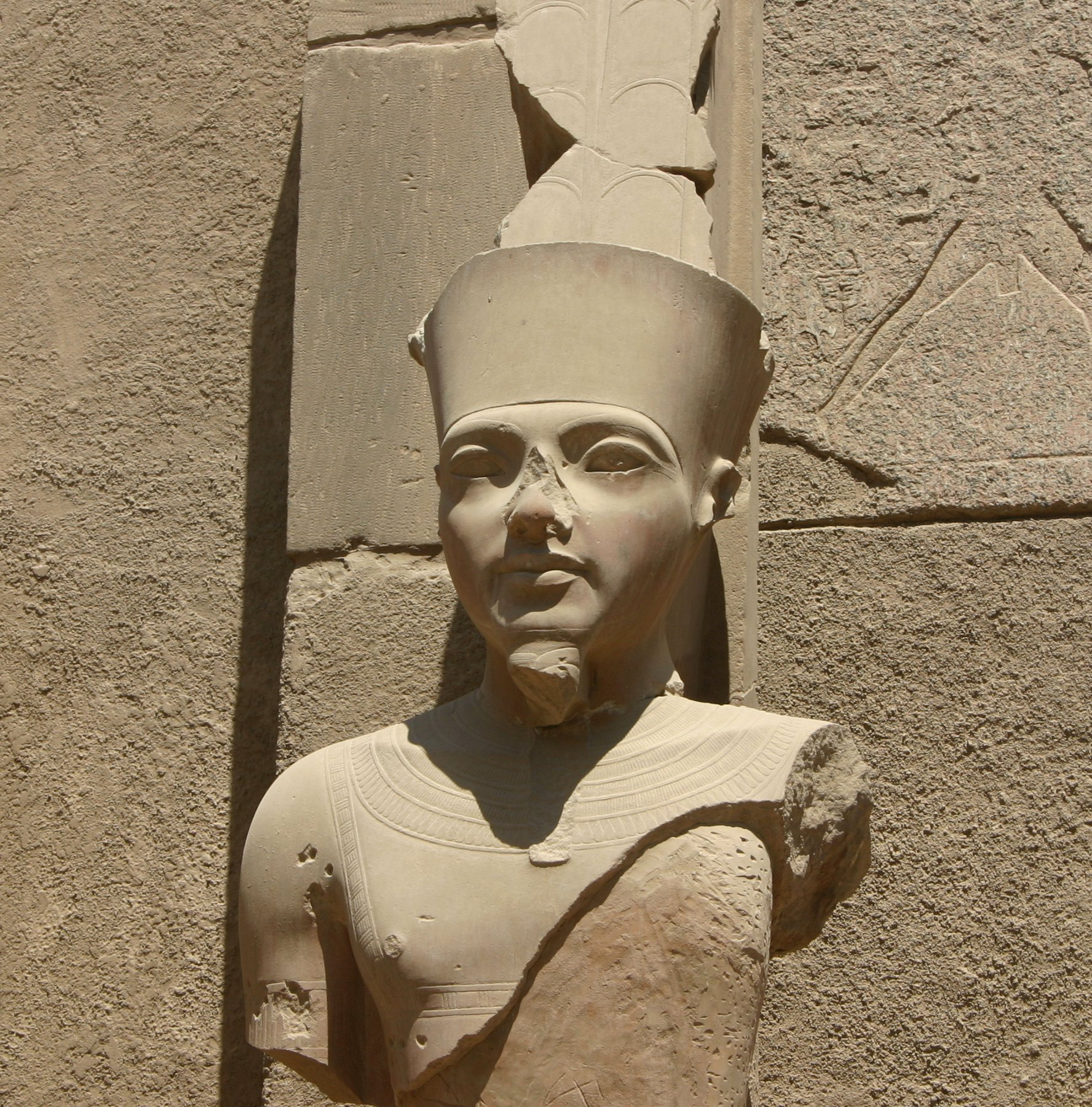
Estàtua de Tutankamon al temple de Karnak

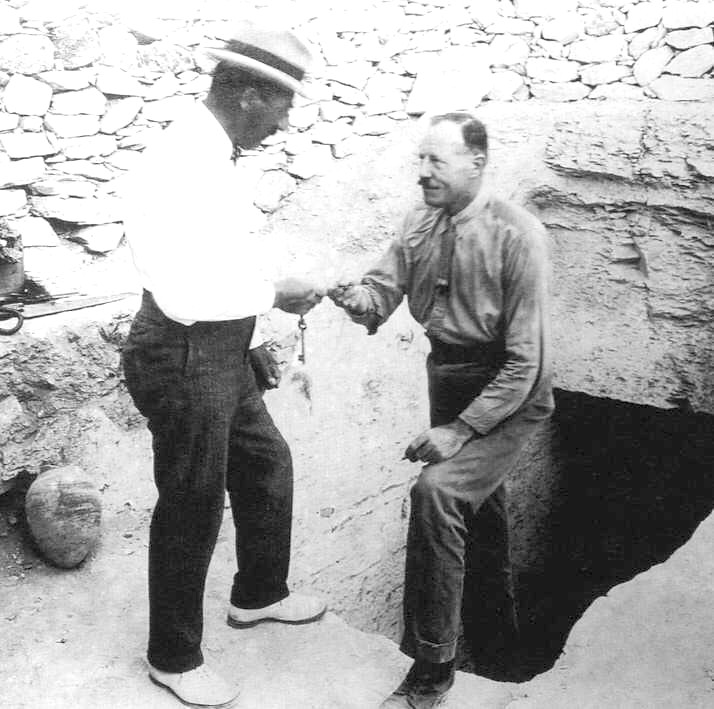
Howard Carter i lord Carnarvon sortint de la tomba que acaben d'obrir, 1922

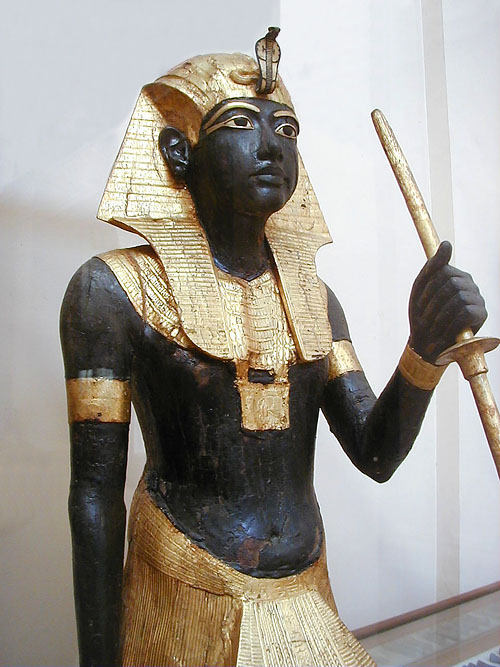
Estàtua d'un dels guardians

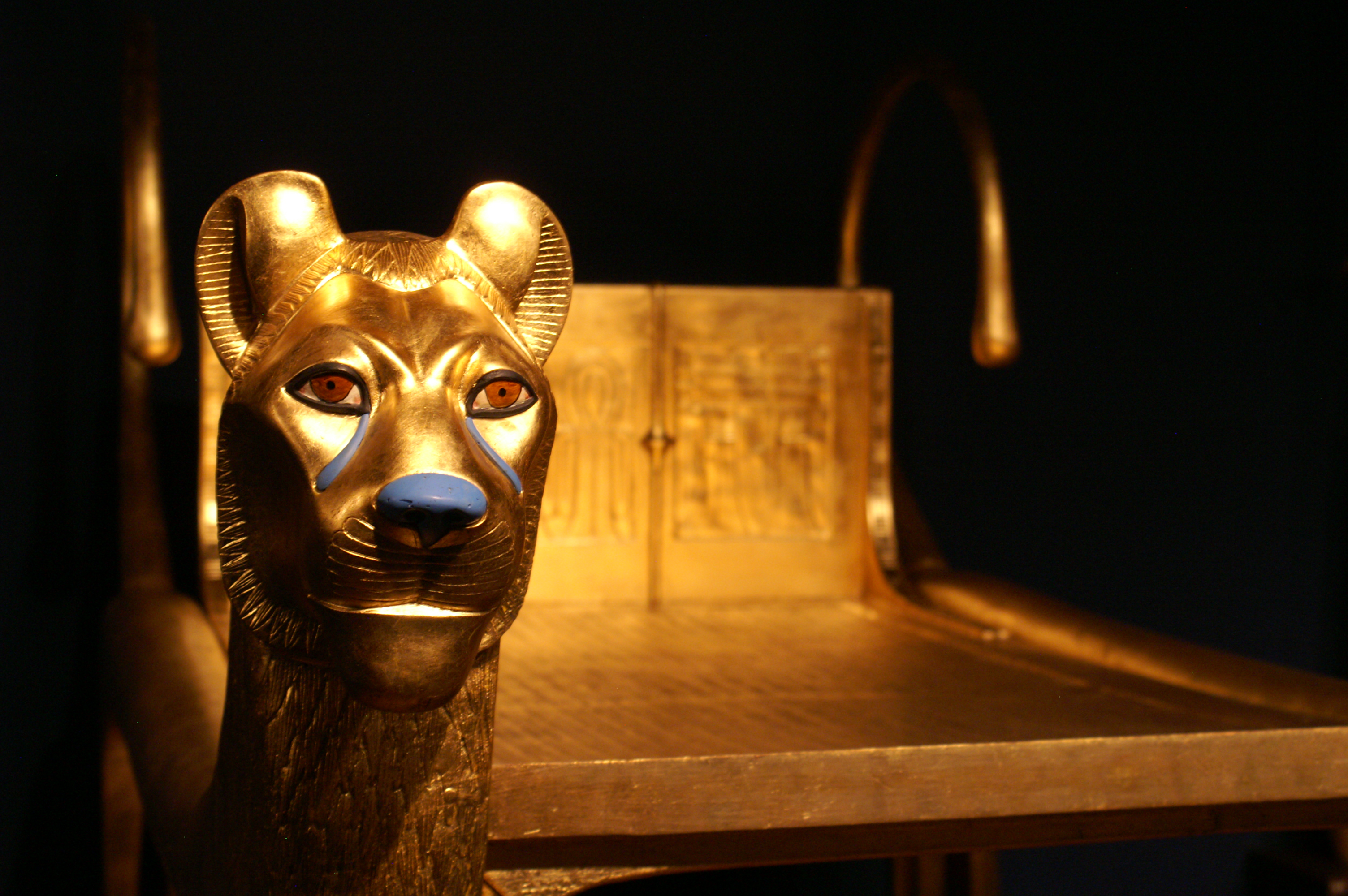
Detall d'un dels llits

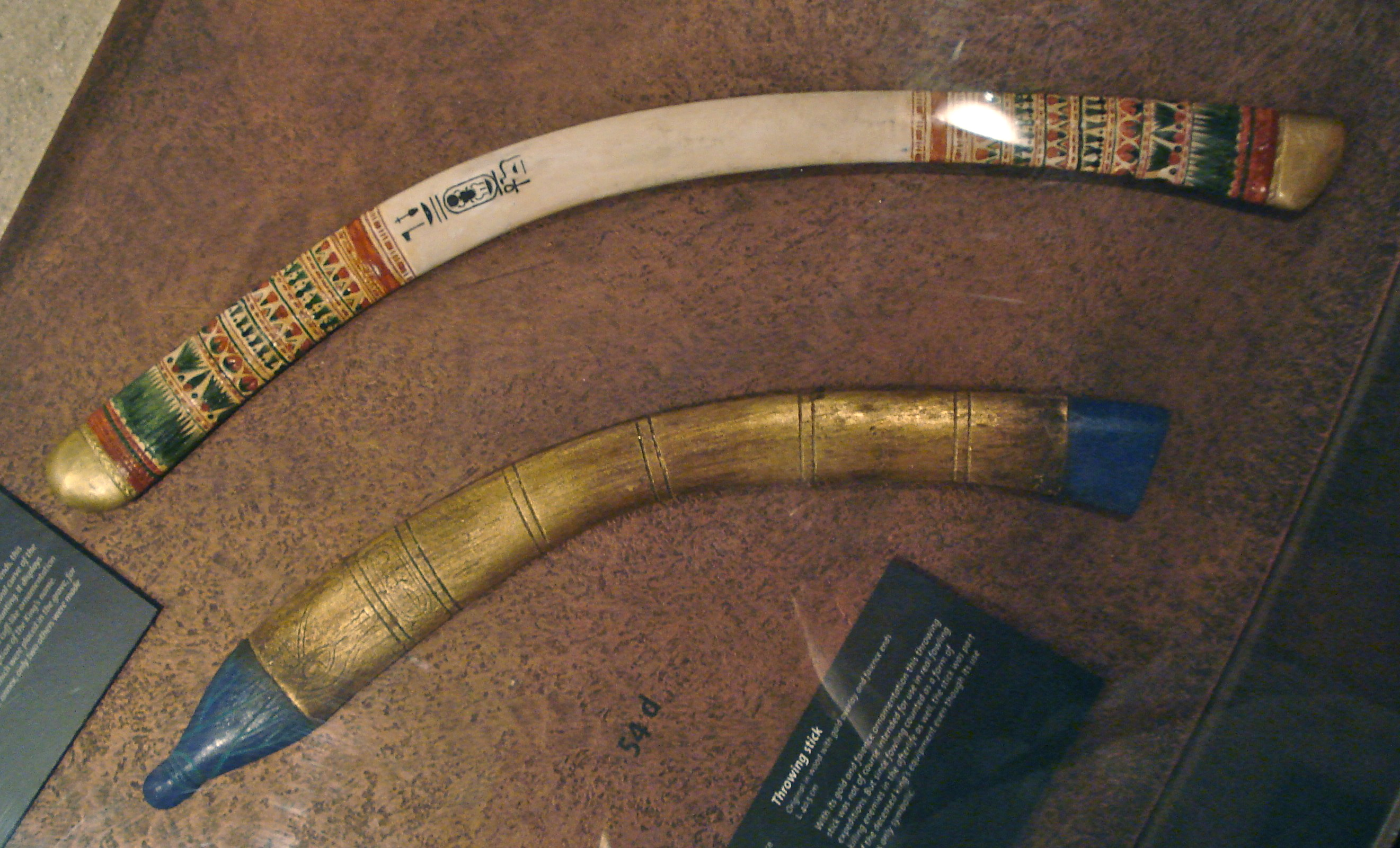
Bumerangs del rei

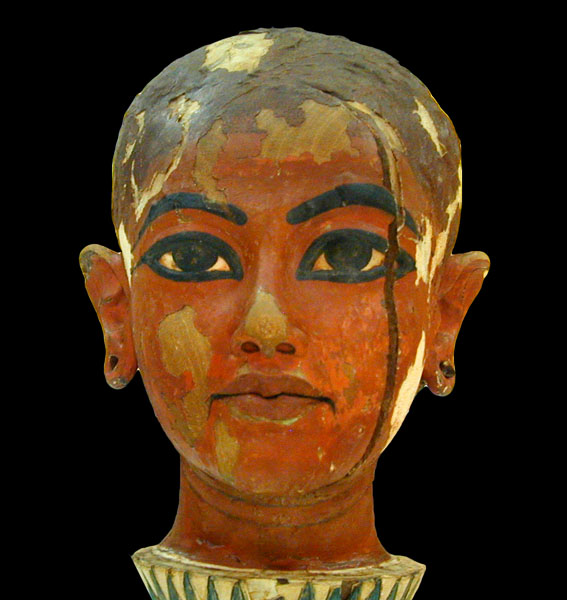
Cap de Nefertem, escultura del cap del faraó sobre una flor de lotus blau

La llegenda de la maledicció del faraó va començar quan, poc després d'haver obert la tomba, va començar a succeir una llarga llista de fets tràgics. La llegenda diu que tot aquell qui s'atreveixi a obrir la tomba del faraó en patirà les conseqüències.
Els motius pels quals es va estendre aquesta llegenda no estan clars, és possible que hi hagués algun periodista avorrit i mancat de notícies de primera plana que volgués treure suc a la fama del descobriment, ja que un cop passada la notícia inicial, els treballs es van allargar durant més de 10 anys i hi va haver poques notícies. No va ser fins al 1925 que es va fer la primera autòpsia a la mòmia.
De fet, l'única mort que podia tenir alguna relació directa amb les visites a la tomba va ser la de lord Carnavon, que va morir a Egipte mig any després per la mala salut que tenia i la picada d'un mosquit que se li va complicar i li va causar una infecció massiva. Segurament va ser a partir d'aquí que la gent va començar a inventar-se històries, com la de la mort sobtada del gos de Carnavon a Anglaterra pocs minuts després que el seu amo, després de llançar un lladruc esgarrifós. També van associar la picada del mosquit amb una possible picada d'insecte que sembla que tenia la mòmia a la galta.
És possible també que la gent sentís a parlar de les amenaces d'alguns faraons respecte a qui volgués violar una tomba, de fet eren amenaces reals però no esotèriques sinó de caràcter punitiu.

#### Taula desmitificadora
La taula mostra una llista de persones que van entrar a la tomba i/o que van tenir una estreta relació amb els objectes de la tomba, les dades contradiuen l'existència d'una "maledicció".

| Noms i cognoms       | Càrrecs durant l'expedició | Nat el | Mort el | Edat | Anys després del 1922 |
| -------------------- | -------------------------- | ------ | ------- | ---- | --------------------- |
| Lord Carnarvon       | Patrocinador               | 1866   | 1923    | 57   | 1                     |
| Howard Carter        | Director del projecte      | 1874   | 1939    | 65   | 17                    |
| Arthur C. Mace       | Col·laborador              | 1874   | 1928    | 54   | 6                     |
| Alfred Lucas         | Químic                     | 1867   | 1945    | 78   | 23                    |
| Harry Burton         | Fotògraf                   | 1879   | 1940    | 61   | 18                    |
| Arthur R. Callender  | Enginyer i dibuixant       | ?      | 1936    | ?    | 14                    |
| Percy E. Newberry    | Egiptòleg                  | 1869   | 1949    | 80   | 27                    |
| Alan H. Gardiner     | Egiptòleg filòleg          | 1879   | 1963    | 84   | 41                    |
| James Henry Breasted | Egiptòleg historiador      | 1865   | 1935    | 70   | 13                    |
| Walter Hauser        | Arquitecte                 | 1893   | 1959    | 66   | 37                    |
| Lindsley Foote Hall  | Arquitecte                 | 1883   | 1969    | 86   | 47                    |
| Richard Adamson      | Policia                    | 1901   | 1982    | 81   | 60                    |

## Arquitectura i mobiliari

Plànol de la tomba:
(1) cambra del tresor, (2) cambra del sarcòfag, (3) tercera porta d'accés, (4) avantcambra, (5) annex, (6) quarta porta d'accés, (7) segona porta d'accés, (8) passadís, corredor, (9) primera porta d'accés, (10) escala, (a) paret de guix, (b) paret massissa, (c) nínxol

La tomba té forma de "L" amb diferents nivells d'alçada dels terres. Consta d'una entrada amb escales que baixen i un passadís que du a la primera sala, que Carter anomenà avantcambra; darrere d'aquesta sala, en línia amb el corredor, n'hi ha una altra de més petita anomenada annex. Des de la primera sala, a la dreta, hi ha la cambra funerària o cambra del sarcòfag i, enfront, a la dreta de l'entrada i paral·lela al corredor, hi ha la cambra del tresor. En total, la tomba fa poc més de 100 metres quadrats i és la més petita de la vall. Uns sis metres per sobre del sostre de la tomba, aprofitant el desnivell de la vall, hi ha el terra de la rampa d'entrada i part del primer corredor de la KV9, la tomba de Ramsès V i Ramsès VI.

### Accés i corredor

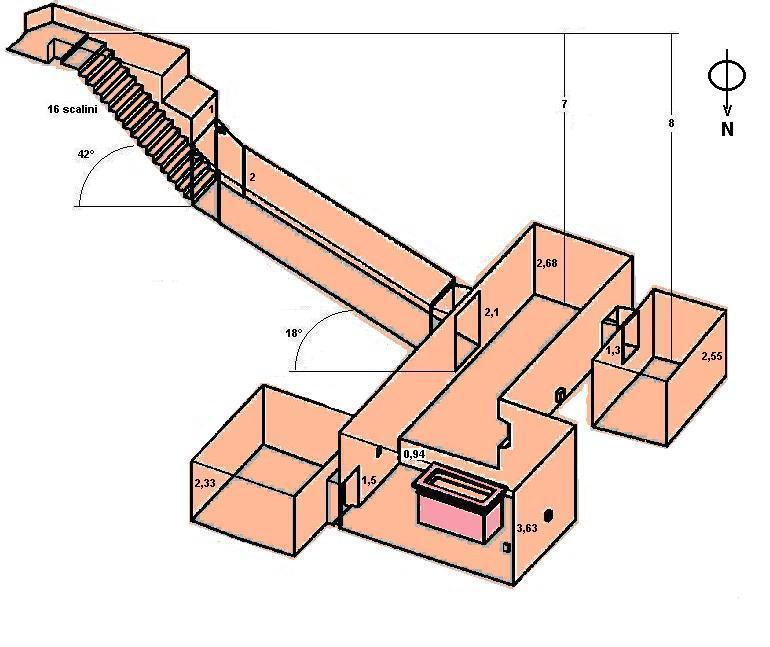
Perspectiva axonomètrica de la tomba

A la tomba, s'entra pels graons que van descobrir Carter i el seu equip; comencen amb un petit replà o plataforma, a continuació hi ha els setze graons que menaven a la porta tapiada amb els "segells intactes" que va trobar Carter, segurament de l'època d'Horemheb. A continuació hi ha un corredor o passadís que baixa, amb uns 18º d'inclinació, cap on hi havia la segona porta tapiada. Tant a les escales com al corredor es van trobar restes de runa que havien deixat els assaltants (i que els funcionaris que van tornar-la a segellar no havien netejat) i alguns objectes de petites dimensions. L'eix va d'oest a est en línia recta.

### Avantcambra
És la sala més gran, amb uns 29 metres quadrats de superfície. S'hi accedeix des del corredor d'entrada i, a més de magatzem, fa de distribuïdor de la resta de cambres (excepte la del tresor). És la primera sala que es van trobar Carter i Carnarvon. La majoria d'objectes d'aquesta cambra (uns 700) estaven desordenats, però apilats amb cura. Molts estan relacionats amb la vida diària del faraó: hi havia llits, quatre carros desmuntats (un de guerra, un de caça i dos per a les cerimònies), també hi havia el tron d'or dissenyat amb l'estil d'Amarna, amb els rajos d'Aton il·luminant i protegint el faraó i la seva muller. També hi havia dues estàtues del rei representant dos guardians que protegien l'entrada tapiada de la cambra funerària (vegeu: Taula dels objectes de la tomba).

### Annex
L'annex és una petita cambra, d'uns 12 metres quadrats, que queda més o menys enfront de l'entrada, al darrere de l'"avantcambra". Va ser l'última cambra que van buidar els arqueòlegs (de l'octubre del 1927 fins a la primavera del 1928). Una porta tapiada separava les dues habitacions. Carter la va trobar amb l'entrada tornada a tapiar, amb nombrosos segells de la necròpolis, mostra de les dues incursions dels lladres de tombes de l'època de l'enterrament, però amb cap mostra posterior de saqueig. Allà s'havien guardat precipitadament alguns dels objectes que els lladres havien intentat robar. Es van trobar més de 2.000 objectes diferents aquí: hi havia olis, essències, ungüents, menjar i beguda, i diversos tipus de mobiliari.
El terra de la cambra queda aproximadament a un metre per sota del nivell del terra de l'"avantcambra" i només s'hi pot accedir des d'aquella sala.

### Cambra funerària

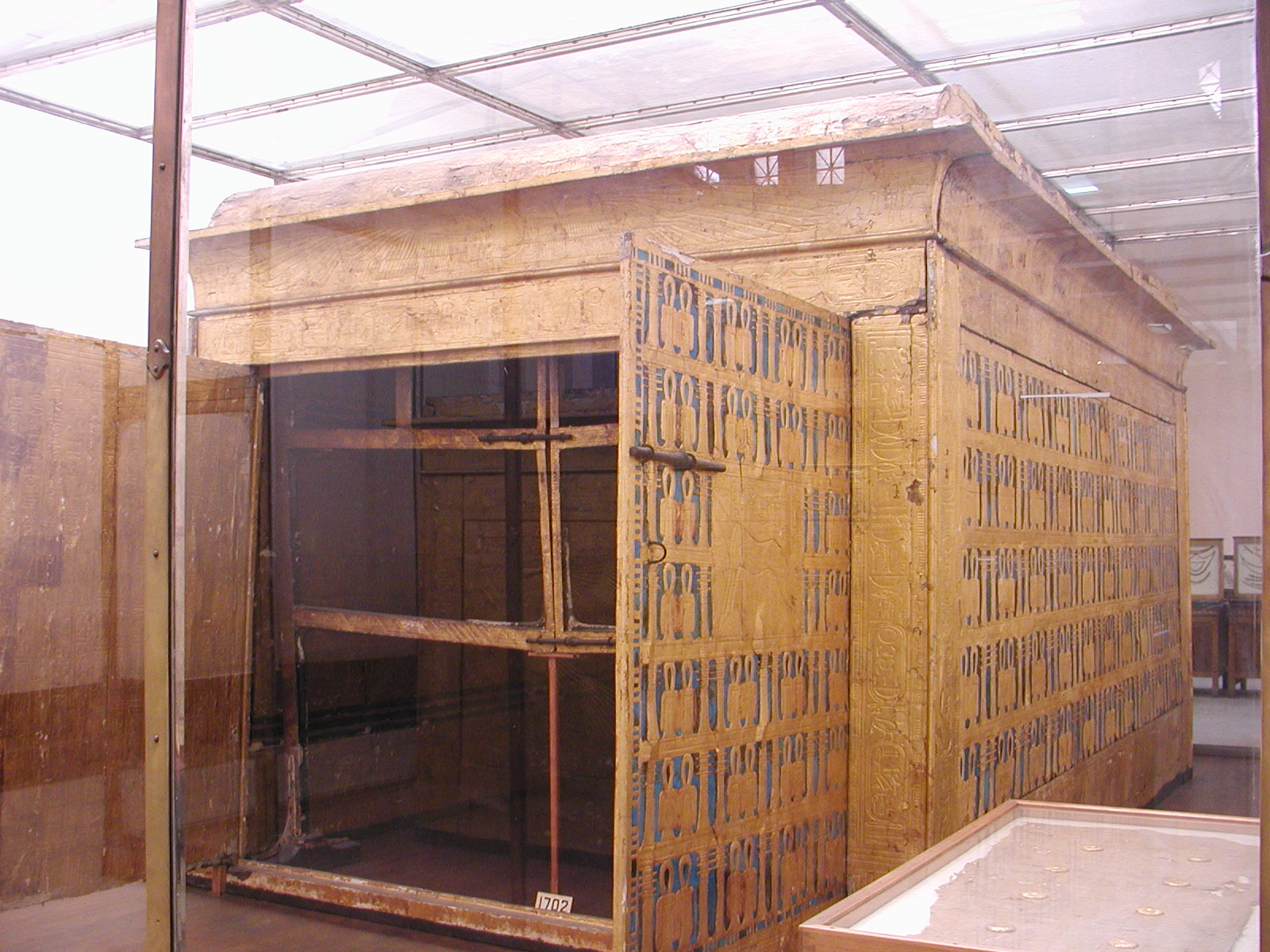
Capella exterior al Museu d'Antiguitats Egípcies del Caire

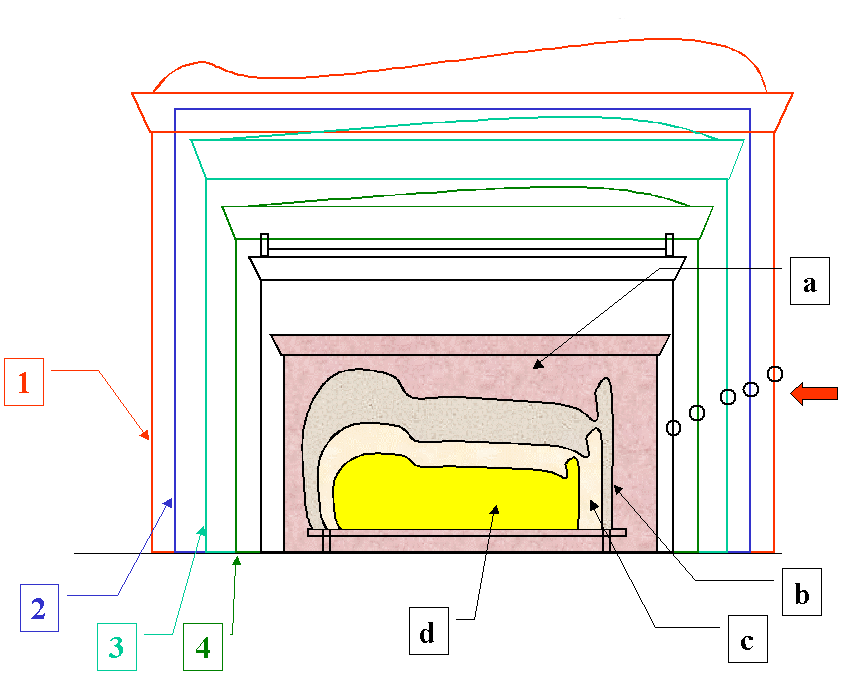
Esquema de les capelles i dels sarcòfags

Aquesta és l'única cambra de tota la tomba que té les parets decorades. La cambra contenia les quatre capelles, el sarcòfag de granit de 430 kg, els tres sarcòfags (o taüts) antropomorfs, inclòs el més petit d'or massís, de 110 kg, i la mòmia del faraó amb la màscara funerària d'or i les joies, tot encaixat l'un dins de l'altre com si es tractés d'una matrioshka, la nina russa.
Quan Carter i Carnavon van poder enretirar la paret que feia de porta d'aquesta sala, es van trobar amb una altra paret de pa d'or i amb incrustacions de pasta de vidre blava. Es tractava de la "primera capella" o "capella exterior". El moble ocupava quasi tota la sala; només quedaven uns 90 cm fins al sostre i uns 30 cm fins a les parets, estava completament encaixada. Carter i el seu equip van haver-la de desmuntar per a poder accedir a l'interior, però es van trobar que contenia una altra capella, que estava coberta amb un llençol de lli amb "rosetes" de bronze. Quan la van destapar i la van desmuntar, se'n van trobar una altra i a dins encara una quarta, fins a arribar al sarcòfag de granit que buscaven (s'han trobat molts sarcòfags de granit per tot Egipte, a dins de les piràmides de Guiza encara es poden visitar uns dels més antics). George Herbert i lord Carnarvon no ho va arribar a veure mai, ja que va morir uns mesos abans que comencessin a desmuntar les capelles.
El pes del sarcòfag i de la tapa va obligar Carter i el seu equip a inventar-se tota mena de trucs d'enginyeria per poder obrir-lo primer i treure'l d'allà després. Van trencar una part de la paret sud, la paret on hi ha la porta d'accés a la cambra funerària des de l'"avantcambra", per poder treure de la tomba les capelles i els objectes més grans, destruint part de la decoració interior de la paret.
Van anar obrint i traient de dins els tres sarcòfags, fins a descobrir la mòmia i la màscara reial.

### Cambra del tresor

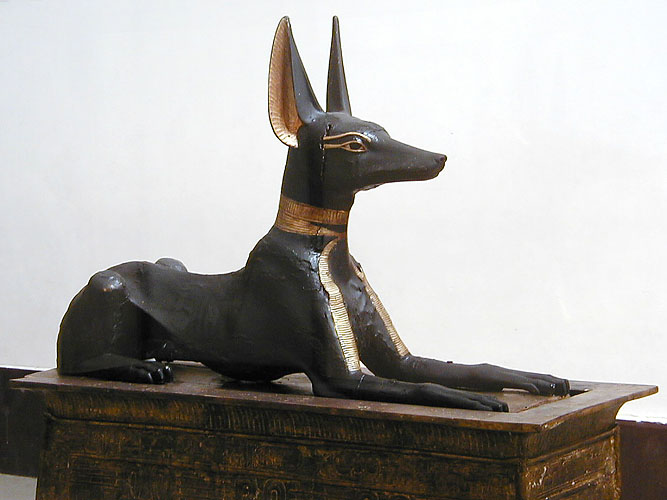
La figura d'Anubis que vigilava l'entrada a la cambra del tresor

S'hi accedeix només des de la sala del sarcòfag. Tal com s'entra en aquella sala, la porta de la cambra del tresor queda a la dreta. En aquesta cambra, que amb prou feines fa 16 metres quadrats, es van guardar quasi tots els objectes de la processó fúnebre.
Aquí es va trobar la capella dels vasos canopis de Tutankamon. Va resultar que, igual que la mòmia, les vísceres (estómac, fetge, intestins i pulmons) estaven amagades dins de diverses "capses" o contenidors, l'un dins de l'altre: primer hi havia la capella exterior, després una altra d'interior, després un embolcall de teixit de lli, tot seguit el cofre, a dins els vasos canopis i, dins de cada vas, van trobar un taüt antropomorf en miniatura. Cada taüt guardava un dels òrgans del rei.

## Els tresors de la tomba

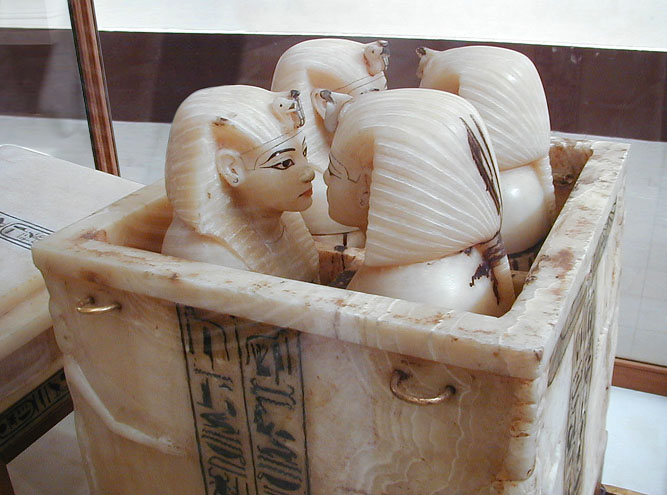
Vasos canopis

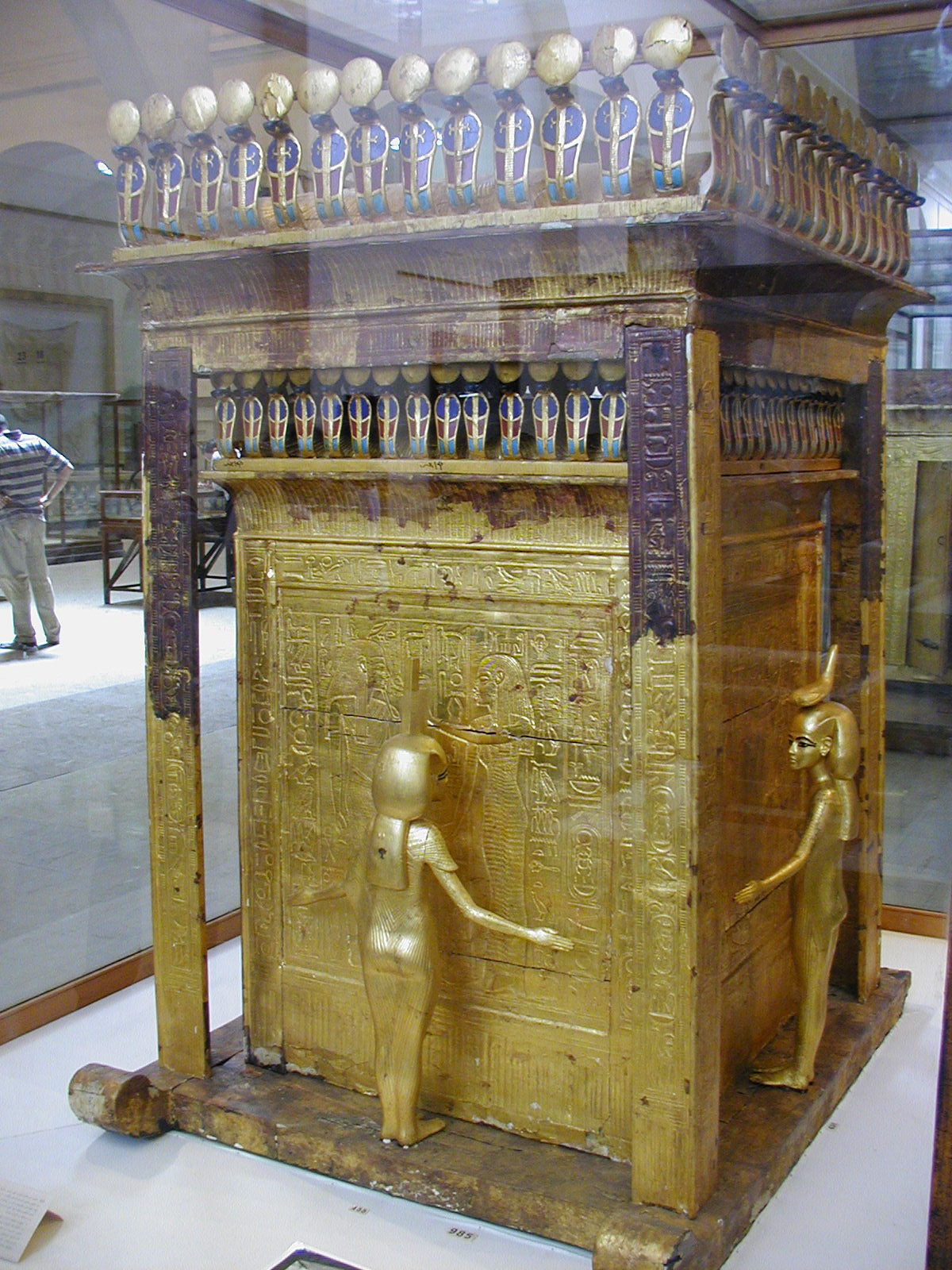
La capella dels vasos canopis

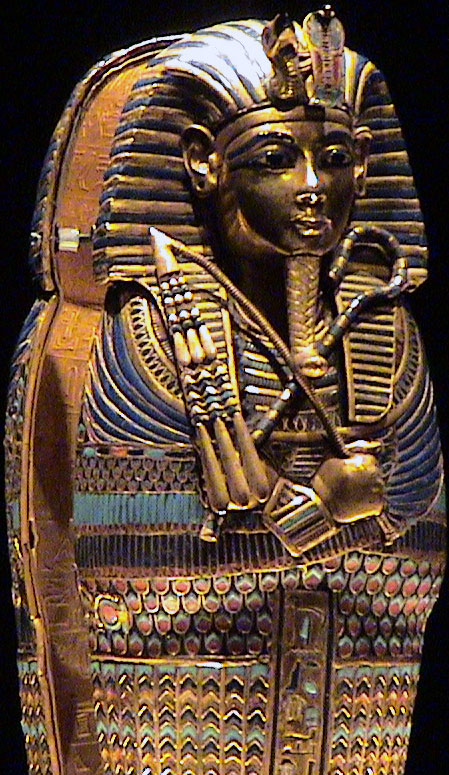
Un dels petits taüts de dins dels vasos canopis

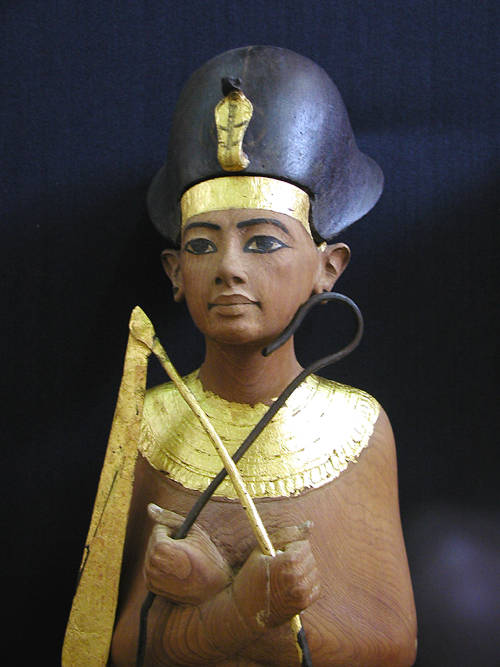
Uixebti del faraó

Pectoral de la dea Nut

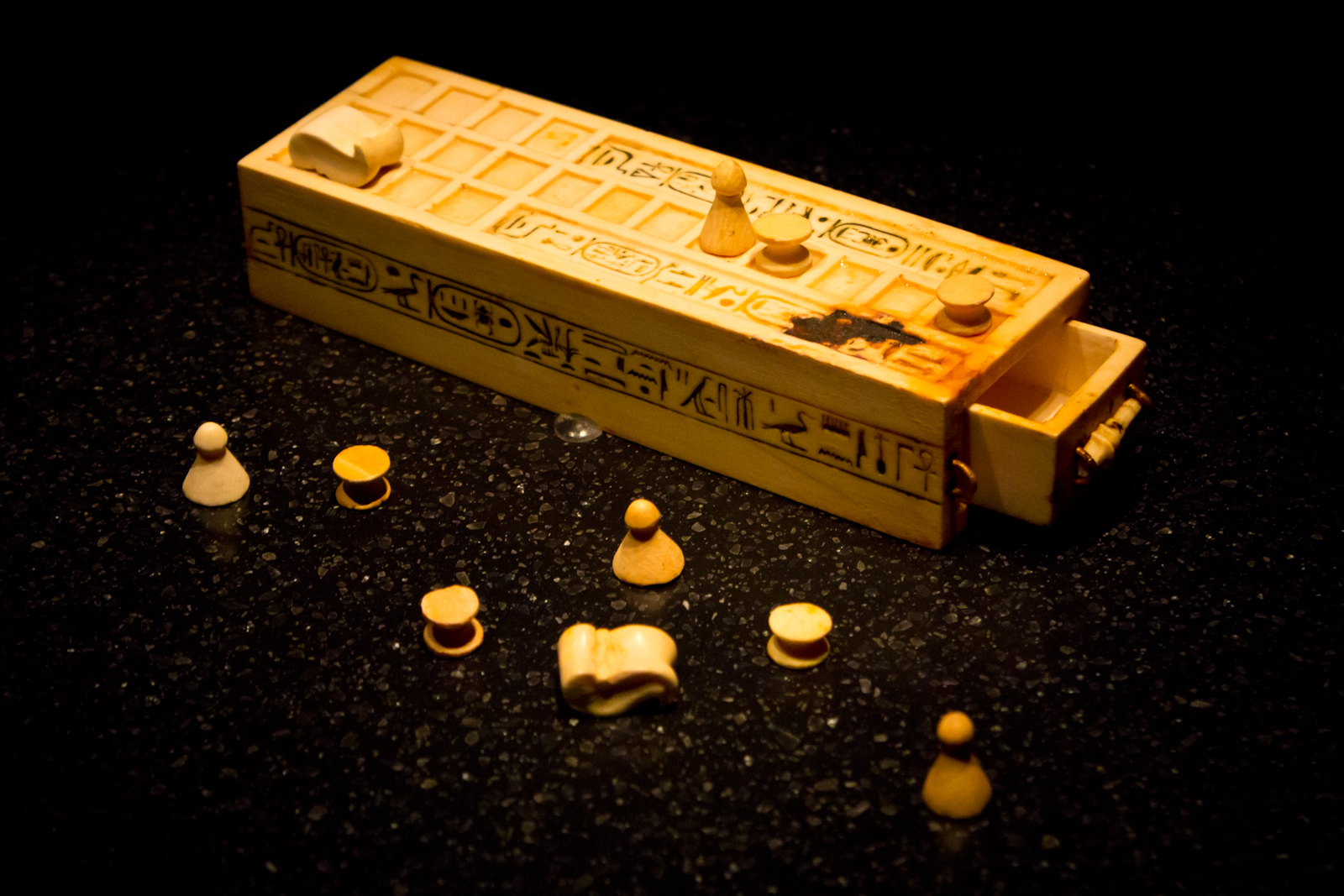
Reproducció d'un dels jocs de Senet

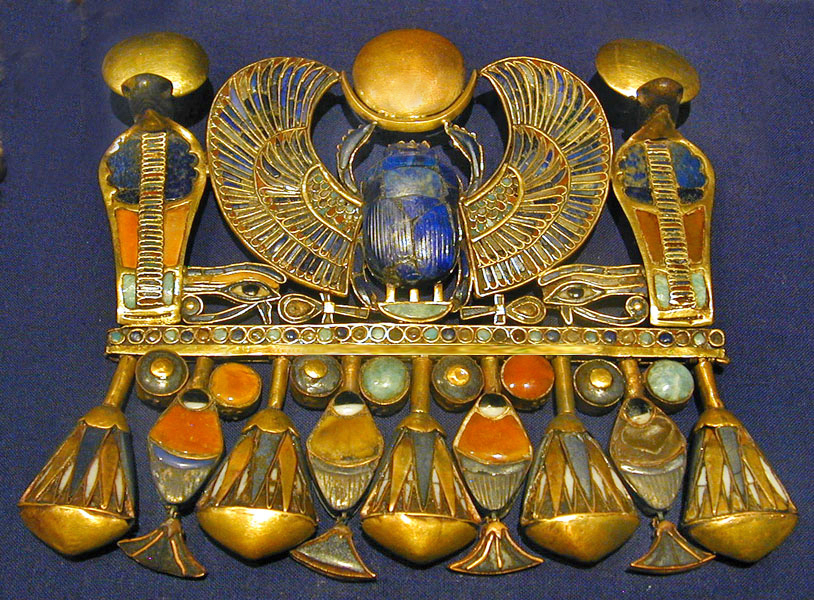
Un altre dels pectorals

El tresor de la tomba de Tutankamon és un dels majors tresors de l'arqueologia fins avui. Amb més de 5.000 objectes catalogats, molts de caràcter religiós i funerari, el seu valor actual ronda els 50.000 milions de dòlars. Però el seu valor històric, arqueològic i artístic és incalculable per diverses raons, les més importants:
- És l'únic aixovar funerari d'una tomba reial de l'antic Egipte que s'ha trobat pràcticament intacte. La qualitat, la quantitat i el valor de les peces d'una tomba tan petita i de tan poca importància fa pensar en la inimaginable riquesa de les tombes dels grans faraons d'Egipte.
- És una mostra única de l'ebenisteria, de l'orfebreria i d'altres arts artesanals de l'Imperi nou. La qualitat i la bellesa dels objectes mostra la riquesa artística d'una dinastia tan destacada com la XVIII. A més, representa el final d'una època de gran esplendor i a partir d'aquí l'art en general patiria un gran declivi.
- És, també, una mostra única dels objectes reials (utensilis, mobiliari, etc.) que apareixen sovint representats als frescos i als relleus de les tombes i en altres edificis de l'època i dels quals no queden quasi mostres.

### Taula dels objectes de la tomba

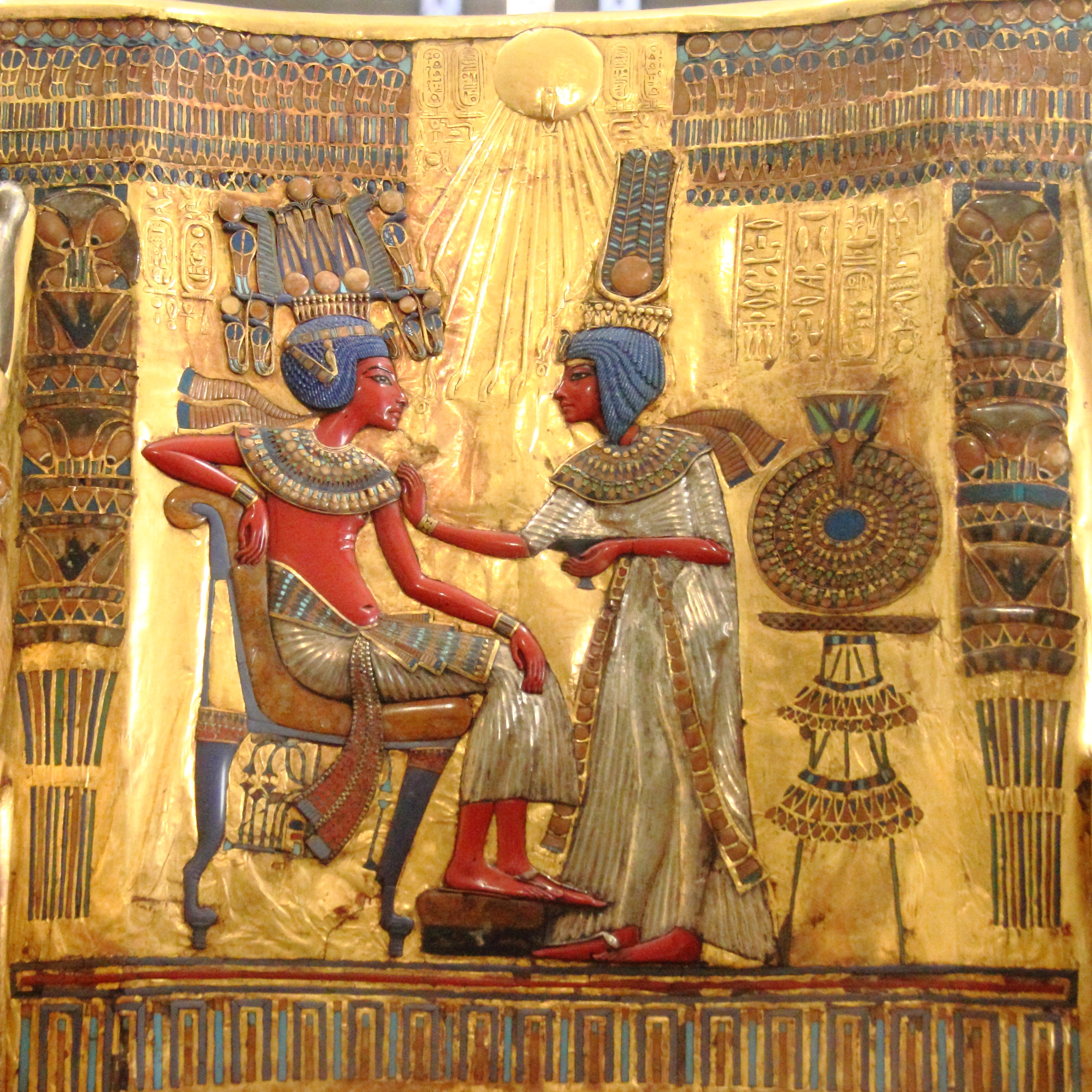
Detall d'un dels trons. Tutankamon i Ankhesenamon, la seva germana i dona

Aquesta taula conté un resum dels objectes trobats a la tomba per zones (A: entrada i escala, B: corredor, C: "avantcambra", D: cambra funerària, E: cambra del tresor i F: annex), estan agrupats per temes: 
|                                       | A  | B  | C  | D  | E  | F  |
| ------------------------------------- | -- | -- | -- | -- | -- | -- |
| Robes i teixits                       | -  | -  | Sí | Sí | Sí | Sí |
| Armament                              | -  | -  | Sí | Sí | Sí | Sí |
| Carros i complements                  | -  | -  | Sí | -  | Sí | Sí |
| Eines d'escriptura                    | -  | -  | Sí | -  | Sí | Sí |
| Joieria, amulets, collars (pectorals) | Sí | Sí | Sí | Sí | Sí | Sí |
| Làmpades i torxes                     | -  | -  | Sí | Sí | Sí | -  |
| Llits                                 | -  | Sí | -  | -  | Sí | Sí |
| Maquetes de vaixells i barques        | -  | -  | -  | -  | Sí | Sí |
| Objectes rituals                      | -  | -  | Sí | Sí | Sí | Sí |
| Cosmètics                             | -  | Sí | Sí | -  | Sí | Sí |
| Regals per al Ra difunt               | -  | -  | Sí | Sí | Sí | Sí |
| Cistells i arques                     | Sí | -  | Sí | -  | Sí | Sí |
| Tamborets, trons i cadires            | -  | -  | Sí | -  | -  | Sí |
| Segells (de diversos tipus)           | Sí | Sí | Sí | Sí | Sí | Sí |
| Plantes i llavors                     | -  | Sí | Sí | Sí | Sí | Sí |
| Instruments musicals                  | -  | -  | Sí | Sí | -  | Sí |
| "Uixebti" i objectes similars         | -  | Sí | Sí | -  | Sí | Sí |
| Begudes alcohòliques                  | Sí | Sí | -  | Sí | -  | Sí |

La tomba va ser saquejada antigament, possiblement a la darreria de la dinastia XVIII, com a mínim dues vegades. Això se sap pels segells trencats i refets que es van trobar dins la tomba. També se sap quines cambres van ser saquejades i quines no pels desperfectes i posteriors restauracions de l'època, i quins objectes falten, perquè se'n va trobar un inventari.
Alguns dels tresors de la tomba, exposats fins ara al Museu d'Antiguitats Egípcies del Caire, van ser robats i/o malmesos pels lladres protagonistes de la incursió al museu durant la revolta popular contra el govern de Hosni Mubarak el gener del 2011. Aquest fet és un més dels diversos saquejos (i destrucció de peces i monuments) que hi ha hagut arreu d'Egipte des d'aleshores.

## La mòmia del faraó
La mòmia de Tutankamon és una de les mòmies reials destacades més malmeses. Sembla estrany, ja que moltes d'aquestes van ser traslladades diverses vegades, algunes van ser abandonades sense sarcòfag, o van passar per periples similars. La mòmia de la tomba KV62 no es va moure del seu sarcòfag ni va ser destorbada pels lladres de tombes durant uns 3.000 anys. Però en el moment del seu descobriment, Carter i el seu equip van decidir moure-la i desembolicar-la (en el moment de la momificació, quan els posaven les benes de lli, anaven afegint amulets de protecció en forma de figuretes de gemmes com el lapislàtzuli) per recuperar els amulets, el pectoral i qualsevol altre objecte que hi pogués haver embolicat i per treure-li la famosa màscara funerària, i la van destrossar: tot el cos va patir diversos traumatismes post mortem i, a més, la van acabar trossejant en 18 fragments.
Els trasllats, autòpsies i proves i estudis posteriors van acabar de deteriorar-ne l'estat, així com les innombrables visites de turistes que volien veure la famosa mòmia.
A la «sala del tresor» també es van trobar dos fetus momificats, de dues nenes, un d'uns cinc mesos i un d'entre vuit i nou mesos (de gestació), el primer d'uns 26 cm i el segons d'uns 36 cm d'alçada. Tots dos tenien restes del cordó umbilical i per les autòpsies que se n'han fet, el fetus més gran podria haver mort durant el part o una mica abans. Les dues nenes estaven momificades i dins de dos sarcòfags en miniatura cadascuna. Per les malformacions del fetus més gran i per la seva situació dins de la tomba, es creu que van ser les filles de Tutankamon i de la seva germana Ankhesenamon.

## La tomba avui dia

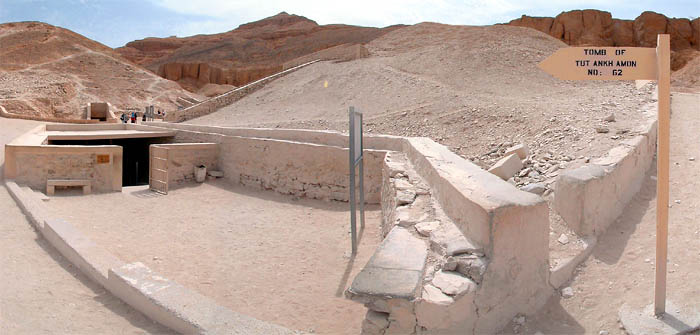
Tomba de Tutankamon, vall dels Reis, Luxor

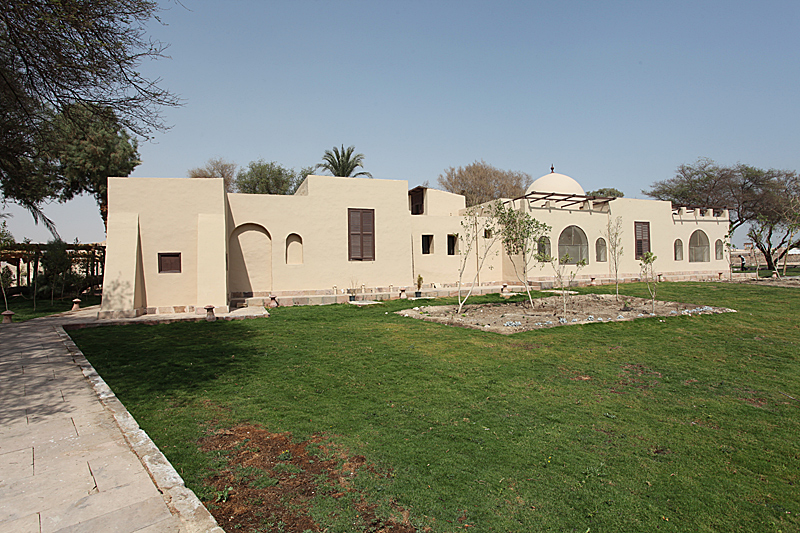
Carter House, casa Museu de Howard Carter

La tomba està oberta al públic des del 2007. L'entrada té un cost a part del preu de l'entrada general a la vall dels Reis i no està inclosa en les visites a les tres tombes (vegeu: Vall dels Reis). La visita està molt limitada: s'entra per l'escala i el corredor i es travessa l'"avantcambra" fins a una mena de balcó que permet veure la paret nord, l'accés (i una part) de la cambra del tresor (est) i bona part de la paret oest. No està permès anar més enllà sense un permís especial de les autoritats egípcies.
A partir del maig del 2008 la xifra de visitants diaris es va limitar a 400 persones, per evitar els desperfectes causats per les humitats i l'escalfor provinents de la respiració dels turistes.
El 4 de novembre del 2007, el dia del 85è aniversari del descobriment de Carter, la mòmia del faraó va tornar a la seva tomba subterrània, aquest cop dins d'una urna de vidre especial climatitzada en comptes del seu sarcòfag daurat, per evitar la ràpida descomposició que estava sofrint per les humitats i la calor.
El novembre del 2009 es va presentar el projecte quinquennal per a la conservació de la tomba, dut a terme pel Getty Conservation Institute i supervisat per l'aleshores Consell Superior d'Antiguitats (Supreme Council of Antiquities o SCA, en anglès), avui Ministeri d'Estat de les Antiguitats. El projecte consisteix bàsicament en tres fases:
- Documentació i estudi de l'estat de la tomba: es fa una recerca exhaustiva de documentació i arxiu, es realitzen diverses proves científiques tant dels materials com mediambientals, es fotografien i s'escanegen les pintures i murals amb alta tecnologia i s'estudia i es planteja un pla executor dels treballs de conservació.

- Aplicació del pla a llarg termini, supervisat constantment, amb una valoració continuada dels resultats obtinguts.

- Resultats del projecte: es presenten les conclusions del projecte, en vista d'aplicar aquest mateix projecte revisat a altres tombes de la vall dels Reis.

El Getty Conservation Institute ha treballat i encara treballa actualment en altres projectes a la zona, com la conservació dels frescos de la tomba de la reina Nefertari a la vall de les Reines (QV66) i en un pla de conservació i gestió global per a la mateixa Vall. També té en marxa un projecte de conservació de les mòmies reials al Museu Egipci del Caire.
És possible que aquest pla comporti el tancament de la tomba al públic, igual que passa amb els projectes de les tombes KV17 de Seti I i de la ja esmentada QV66.
El Dr. Zahi Hawass ha parlat en diverses ocasions del projecte de recreació de les tombes més importants de la vall dels Reis i de la de les Reines en una zona prop de la casa Museu de Howard Carter a Luxor, de moment i des de l'última destitució, el juliol del 2011, del Dr. Hawass com a ministre, no se n'ha sabut res més.